# Olav Nygard
Olav Nygard (* 10. Juli 1884 in Modalen, Norwegen; † 11. Februar 1924) war ein norwegischer  Dichter.

## Leben
Olav Nygard war das zweitjüngste von zehn Kindern des Bauernpaares Simon Nygard und Brita Florvåg. Seine Mutter starb, als er zehn Jahre alt war, und er musste auf dem elterlichen Kross-Hof in Modalen mitarbeiten. Nach der Volksschule besuchte er ab 1903 die Bezirksschule Nordhordland und ab 1907 die Møre Folkehøgskule in Ørsta. 1906 machte er eine Tischlerlehre und leistete seinen Militärdienst ab, bevor er wieder an die Folkehøgskule zurückging. 1909 zog er nach Oslo und lebte dort bei den Schriftstellern Arne und Hulda Garborg. Er bestritt seinen Lebensunterhalt als Tagelöhner und mit Beiträgen für norwegische Zeitungen.
1912 heiratete er Rakel Tvedt, die Tochter eines Bauern. Die finanzielle Lage Nygards blieb prekär; er veröffentlichte ab 1913 mehrere Gedichtbände, aber seine Lyrik trug nichts ein. So versuchte er, seine Familie mit Landwirtschaft zu ernähren. Die Nygards betrieben Bauernhöfe in Eksingedalen (1915/1916), Lindås (1916–1918), Horvei (1918–1922) und schließlich in Østre Aker (ab 1922). 1924 starb Olav Nygard an Tuberkulose.

## Werk
Nygard schrieb ausschließlich Lyrik in romantischer und idealistischer Tradition. Er schrieb in Nynorsk und verwendete viele archaische und selbst zusammengefügte Wörter, die den Zugang zu seinem Werk erschweren.
Veröffentlichte Gedichtbände:
- Flodmaal, 1913, Olaf Norlis Forlag
- Runemaal, 1914, Gula Tidend
- Kvæde, 1915, Gula Tidend
- Ved vebande, 1923

Daneben übersetzte Nygard Gedichte von Robert Burns ins Norwegische.